# Indy Japan 300 2006
Indy Japan 300 2006 var ett race som var den tredje deltävlingen i IndyCar Series 2006. Racet kördes den 22 april på Twin Ring Motegi. Kvalet regnade bort, och startordningen avgjordes av mästerskapsställningen. Därför startade Hélio Castroneves i pole position, och han kunde också vinna tävlingen, med god marginal till tvåan Dan Wheldon. Tony Kanaan slutade på tredje plats. Med segern drog Castroneves ifrån till 42 poängs mästerskapsledning över Wheldon.

## Slutresultat
| Plats | Förare            | Team                     | Grid |
| ----- | ----------------- | ------------------------ | ---- |
| 1     | Hélio Castroneves | Marlboro Team Penske     | 1    |
| 2     | Dan Wheldon       | Chip Ganassi Racing      | 3    |
| 3     | Tony Kanaan       | Andretti Green Racing    | 5    |
| 4     | Sam Hornish Jr.   | Marlboro Team Penske     | 4    |
| 5     | Buddy Rice        | Rahal Letterman Racing   | 18   |
| 6     | Bryan Herta       | Andretti Green Racing    | 7    |
| 7     | Kosuke Matsuura   | Fernández Racing         | 6    |
| 8     | Danica Patrick    | Rahal Letterman Racing   | 14   |
| 9     | Scott Dixon       | Chip Ganassi Racing      | 2    |
| 10    | Vitor Meira       | Panther Racing           | 11   |
| 11    | Dario Franchitti  | Andretti Green Racing    | 10   |
| 12    | Marco Andretti    | Andretti Green Racing    | 17   |
| 13    | Tomas Scheckter   | Vision Racing            | 12   |
| 14    | Buddy Lazier      | Dreyer & Reinbold Racing | 15   |
| 15    | Felipe Giaffone   | A.J. Foyt Enterprises    | 9    |
| 16    | Scott Sharp       | Fernández Racing         | 8    |
| 17    | P.J. Chesson      | Hemelgarn Racing         | 16   |
| 18    | Jeff Simmons      | Rahal Letterman Racing   | 20   |
| 19    | Tomáš Enge        | Cheever Racing           | 13   |
| 20    | Ed Carpenter      | Vision Racing            | 19   |